# Карасёв, Дмитрий Алексеевич
Дми́трий Алексе́евич Карасёв (1 апреля 1992, Каттакурган) — российский футболист, нападающий.

## Карьера
Дмитрий является воспитанником нижегородского футбола. До лета 2011 года выступал за дублирующий состав футбольного клуба «Нижний Новгород». В августе заключил контракт с другой нижегородской командой — «Волгой». 26 октября, в матче со сверстниками из «Зенита» (0:3), дебютировал в составе «молодёжки» «Волги».
15 апреля 2012 года, в игре с нальчикским «Спартаком» (0:3), состоялся дебют Карасёва в Премьер-Лиге. Футболист вышел на поле на 80 минуте встречи, заменив Шоту Бибилова.